# شهرستان کارلایل (کنتاکی)
شهرستان کارلایل، کنتاکی (به انگلیسی: Carlisle County, Kentucky) یک سکونتگاه مسکونی در ایالات متحده آمریکا است که در کنتاکی واقع شده‌است.